# Década de 860
Séculos: (Século VIII - Século IX - Século X)
Décadas: 810 820 830 840 850 - 860 - 870 880 890 900 910
Anos: 860 - 861 - 862 - 863 - 864 - 865 - 866 - 867 - 868 - 869